# شهر لذت (فیلم)
شهر لذت (به انگلیسی: City of Joy) فیلمی محصول سال ۱۹۹۱ و به کارگردانی رولند جافه است. در این فیلم بازیگرانی همچون پاتریک سوویزی، پائولین کولینز، اوم پوری، شبانه اعظمی، ارت مالک، شایاماند جالان، انجان دات، نبیل شعبان، پاوان مالهوترا و افتخار ایفای نقش کرده‌اند.